# Sainte-Croix-Grand-Tonne
Sainte-Croix-Grand-Tonne är en kommun i departementet Calvados i regionen Normandie i norra Frankrike. Kommunen ligger i kantonen Tilly-sur-Seulles som ligger i arrondissementet Caen. År 2018 hade Sainte-Croix-Grand-Tonne 322 invånare.

## Befolkningsutveckling
Antalet invånare i kommunen Sainte-Croix-Grand-Tonne
Referens:INSEE